# منصور (خواننده)
منصور جعفری ممقانی (زادهٔ ۶ مرداد ۱۳۵۰) معروف به  منصور، هنرمند موسیقی ایرانی و متخصص موسیقی سنتی ایرانی مستقر در کالیفرنیای جنوبی است.

## اوایل زندگی
منصور جعفری ممقانی با نام هنری منصور در ۶ مرداد ۱۳۵۰ در میاندوآب به دنیا آمد. منصور تا ۱۳ سالگی در ایران زندگی کرد و سپس برای ادامۀ تحصیل راهی آمریکا شد.
او دربارهٔ این سفر چنین می‌گوید:
من بیشتر با مادربزرگم که ساکن میدان ژاله بود زندگی می‌کردم و تمام خاطرات کودکیم در دوران مدرسه خلاصه می‌شود؛ که در دبستان مهرجو واقع در خیابان نادری تمام مدت با دوستان مشغول شیطنت بودیم.— منصور، سایت رسمی منصور
سال ۱۳۶۴ از ایران به صورت قانونی برای ادامه تحصیل خارج شدم ولی با دلتنگی و ناراحتی بسیار زیاد، به دلیل دور شدن از خانواده و دوستانم، ایران را ترک کردم. بعد از مدتی وارد مدرسه‌ای در لس آنجلس شدم که توانستم دوستان زیادی که پیدا کنم و دوری از عزیزانم برایم قابل تحمل‌تر شد.
منصور پس از اتمام دوران تحصیل در دبیرستان، به عنوان هم.خوان روی صحنه و همچنین در استودیوهای ضبط موسیقی به کار مشغول شد و کم‌کم با کار ضبط موسیقی آشنا شد. سرانجام موسیقی‌دانی که قبلاً با او سابقهٔ هم‌کاری داشت برای تنظیم آهنگ در پروژهٔ شخصی خودش، او را استخدام کرد.
منصور در اکتبر ۲۰۰۸ و طی مراسمی رسمی و بزرگ، با دختری به نام سوگل ازدواج کرد. در این جشن هنرمندان مشهور بسیاری همچون معین، اندی، شهرام‌ و‌ شهبال شب‌پره، لیلا فروهر، سوزان روشن و… شرکت داشتند.

## فعالیت هنری

### ۱۳۷۳–۱۳۷۵: شروع کار
منصور اولین آلبوم خود را با سرمایهٔ شخصی حاصل از درآمد فروشگاه موبایل متعلق به خود در سال ۱۳۷۰ منتشر کرد. منصور در این رابطه می‌گوید:
من عاشق موسیقی هستم اما در عین حال از هیجان دنیای خرید و فروش هم لذت می‌برم.
انتشار اولین آلبوم منصور به این دلیل که می‌خواست برای اولین کارش از بهترین امکانات ضبط صدا و موسیقی استفاده کند، ۳ سال زمان برد. این فاصله به او فرصت خوبی داد تا زیر نظر استادان آواز، صدایش را پرورش بدهد و تکنیک آوازیش را بهتر از گذشته کند. منصور معلم اول موسیقی خود را عبدی یمینی معرفی می‌کند. کسی که در آلبوم اول و تا قبل از عزیمت به ایران با او همکاری داشت.
آلبوم فرفره‌های بی باد مرداد ۱۳۷۳ از سوی شرکت کلتکس رکوردز به بازار عرضه شد.
آلبوم تصویر آخر، دومین آلبوم منصور، نخستین همکاری منصور با شرکت ترانه محسوب می‌شود. بارزترین ویژگی این آلبوم تنظیم‌ها و موسیقی الکتریک و مدرن آن است.

### ۱۳۷۶–۱۳۸۰: شهرت
آلبوم دریچه سومین آلبوم منصور و دومین همکاری منصور با شرکت ترانه است. موفقیت‌های دو آلبوم قبلی منصور با همکاری با بزرگانی چون  اردلان سرفراز و ایرج رزمجو در این آلبوم هم ادامه پیدا کرد.
چهارمین آلبوم منصور به نام  قایق کاغذی سال ۱۹۹۸ میلادی (۱۳۷۷) از سوی کلتکس رکوردز منتشر شد. ترانه‌سرایانی که در این آلبوم حضور داشتند، در متن ترانه‌های خود برای تفهیم و بیان مطلب از نماد و نشانه استفاده می‌کردند و سیاوش قمیشی نیز در آهنگسازی آلبوم حضور داشت.

آهنگ پرنده‌های بی‌وطن، عطر گل یخ و قایق کاغذی و چشم سیات از این آلبوم محبوب مردم شد و منصور به شهرت رسید.

کاور آلبوم فقط به خاطر تو (۲۰۰۰)

پنجمین آلبوم منصور با نام فقط به خاطر تو مارس ۲۰۰۰ (اسفند ۱۳۷۸) از سوی کلتکس رکوردز به بازار عرضه شد. آلبوم فقط به خاطر پرفروش‌ترین اثر منصور تا آن زمان شد و به شهرت او افزود.
منصور در مورد این آلبوم می‌گوید:
وقتی که این آلبوم را تنظیم می‌کردیم، با فرهاد مرفه آشنا شدم. کم‌کم وقتی با سبک کاریش آشنا شدم، درست ملودی‌ها و کارهایی که در ذهن من بود با کارهای الکترونیکی که فرهاد تنظیم می‌کرد، یک ازدواج جدید قشنگ به وجود آمد و من فکر کردم که می‌توانم یک لایه‌های جدید تر از خودم را نشان دهم.
برای همین کارهای جدیدی که در آن آلبوم کردم در ادامۀ کارهای هیجان‌انگیزی که در کارهای قبلیم هم بود؛ ولی یک مقدار دیگر آنجا با تجربیاتی که کسب کرده بودم، راحتتر ارائه کردم از طریق موزیک پرهیجان و پر انرژی.

### دهۀ هشتاد
آلبوم دیگر منصور که با نام زندگی سال ۱۳۸۰ از سوی شرکت ترانه رکوردز روانۀ بازار شد به پرفروش‌ترین اثر منصور تا آن زمان تبدیل شد. منصور برای قطعات این آلبوم نماهنگ‌هایی نیز منتشر کرد.
منصور سال ۱۳۸۱ آلبوم دیوونه را به عنوان چهارمین همکاری با شرکت ترانه و هفتمین آلبوم استودیویی خود منتشر کرد. ترانه‌های قرارمون یادت نره و عزیز دلمی از این آلبوم محبوبیت زیادی پیدا کرد. همچنین منصور برای تمامی ترانه ها به جز آهنگ (ترانه بی ترانه) نماهنگی حرفه‌ای ضبط کرد.
هشتمین آلبوم منصور با نام  فراری مارس ۲۰۰۵ به بازار عرضه شد. چند ماه قبل از عرضۀ آلبوم تیزر نماهنگ «آزادی» و «فراری» پخش شد. نماهنگ «آزادی»، با کارگردانی بابک شکریان پرخرج‌ترین نماهنگ ایرانی تا آن زمان نام می‌گیرد. نماهنگ عیدی ندارم از این آلبوم گرامیداشتی از قربانیان زلزله بم است. این نماهنگ مورد استقبال مردم قرار گرفت. منصور دربارهٔ تهیۀ این نماهنگ می‌گوید:
من از «کوجی» عزیز خواهش کردم این کار رو برای من تهیه کنه. از روز اولی که این ترانه رو بابک روزبه نوشت و من آهنگش رو ساختم، یک تصویر صحرای خلوت و ساده در ذهن من بود. حرکت دوربین دور سفره هفت سین خیلی حقیر و خالی، توی ذهن من شکل بسته بود. در یک روز کوتاه ما فیلم‌برداری رو انجام دادیم و در حدود بیست ساعت تدوین اون رو تموم کردیم. در صحرا زمانی که روی صندلی نشسته بودم، از سمت راستم باد شدیدی می اومد و اونجا تمام قسمت راست صورت من بی‌حس شده بود! این کار اوایل ماه مارچ یا اسفند ماه انجام شد و سرمای اون موقع، یک جورایی من رو بیشتر توی اون حس همدردی برده بود و یک فضای عجیبی به کار داده بود. از همون دقیقه اولی که این کار توی تلویزیون‌ها نشون داده شد خیلی به دل مردم نشست و این بزرگترین پاداشی بود که من برای تهیه این کار می تونستم بگیرم.

کاور آلبوم فراری (۲۰۰۵)

آلبوم قشنگه منصور سال ۱۳۸۵ (۲۰۰۷) از سوی شرکت ترانه منتشر شد. آهنگساز هر ۹ ترانۀ این آلبوم منصور است. نماهنگ ترانۀ یه روزی کاری از شبکۀ تلویزیونی تپش است و به عنوان هدیۀ نوروزی برای بینندگان این شبکه پخش شد.
آلبوم جنجالی با ۱۰ ترانه سال ۱۳۸۷ از سوی سنچری رکوردز منتشر شد. نماهنگ ترانه‌های ماهی جون و مواظب خودت باش به کارگردانی سیروس کردونی است. همکاری منصور با سرترانه‌سرایان داخل ایران با ترانۀ ماهی جون در این آلبوم شروع شد.

## همکاری‌ها
منصور از اوایل فعالیت خود با آهنگسازان، ترانه‌سرایان و هنرمندان بزرگی همکاری داشته است. او با هنرمندان و آهنگسازانی همچون منوچهر چشم‌آذر، سیاوش قمیشی، عبدی یمینی، حسن شماعی‌زاده و شاهین شوکتی و با ترانه‌سرایانی مانند شهیار قنبری، اردلان سرفراز، همایون هوشیارنژاد، هما میرافشار، بابک صحرایی همکاری کرده است. آهنگ قصر یخی از آلبوم دیدار 1996 سیاوش شمس از ساخته های منصور می باشد. منصور سال ۲۰۰۷ بعد از انتشار آلبوم قشنگه کنسرت‌های مشترکی با داریوش برگزار کرد. همچنین او در سال ۲۰۱۳ تک‌آهنگی کردی به نام ناز مه همراه با جمشید اجرا و منتشر کرد.

## تجارت
منصور در سال ۲۰۰۷ به طور رسمی فروش ادکلن و تیشرت با نام تجاری منصور را آغاز کرد. در آن سال خریداران آلبوم قشنگه دو رایحه از ادکلن منصور را که در پک آلبوم قرار داشت هدیه می‌گرفتند. همچنین در سال ۲۰۰۹ با خرید دو آلبوم جنجالی یک ادکلن و تیشرت به خریداران هدیه داده می‌شد.

## ترانه‌شناسی
- فرفره های بی باد ۱۹۹۴

| ترانه          | ترانه سرا          | آهنگساز            | تنظیم کننده     |
| -------------- | ------------------ | ------------------ | --------------- |
| فرفره‌های بی‌باد | شهیار قنبری        | عبدی یمینی         | عبدی یمینی      |
| همسفری نیست    | همایون هوشیارنژاد  | حسن شماعی زاده     | منوچهر چشم آذر  |
| سایه‌بون        | مسعود فردمنش       | سیاوش قمیشی        | عبدی یمینی      |
| خانگی          | شهیار قنبری        | عبدی یمینی         | عبدی یمینی      |
| زندونی عشق     | بازسازی آهنگ قدیمی | بازسازی آهنگ قدیمی | باب پار         |
| حساب زندگی     | همایون هوشیارنژاد  | حسن شماعی زاده     | مهداد زند کریمی |
| تکنوازی پیانو  |                    | عبدی یمینی         | عبدی یمینی      |

- تصویر آخر ۱۹۹۶

| ترانه              | ترانه سرا         | آهنگساز        | تنظیم کننده    |
| ------------------ | ----------------- | -------------- | -------------- |
| قاب                | همایون هوشیارنژاد | حسن شماعی زاده | عبدی یمینی     |
| سکوت شکسته         | سعید محمدی        | سعید محمدی     | دیوید بتسامو   |
| پاییز              | همایون هوشیارنژاد | حسن شماعی زاده | عبدی یمینی     |
| تصویر آخر          | شهیار قنبری       | عبدی یمینی     | عبدی یمینی     |
| دوست دارم          | حسن شماعی زاده    | حسن شماعی زاده | منوچهر چشم آذر |
| دوباره‌ها           | شهیار قنبری       | عبدی یمینی     | عبدی یمینی     |
| سکوت شکسته (موزیک) |                   | سعید محمدی     | دیوید بتسامو   |

- کنسرت ۱۹۹۶

| ترانه          | ترانه سرا          | آهنگساز            | تنظیم کننده |
| -------------- | ------------------ | ------------------ | ----------- |
| سکوت شکسته     | سعید محمدی         | سعید محمدی         | عبدی یمینی  |
| فرفره‌های بی‌باد | شهیار قنبری        | شهیار قنبری        | عبدی یمینی  |
| همسفری نیست    | همایون هوشیارنژاد  | حسن شماعی زاده     | عبدی یمینی  |
| پاییز          | همایون هوشیارنژاد  | حسن شماعی زاده     | عبدی یمینی  |
| حساب زندگی     | همایون هوشیارنژاد  | حسن شماعی زاده     | عبدی یمینی  |
| سایه‌بون        | مسعود فردمنش       | سیاوش قمیشی        | عبدی یمینی  |
| دوست دارم      | حسن شماعی زاده     | حسن شماعی زاده     | عبدی یمینی  |
| خانگی          | شهیار قنبری        | عبدی یمینی         | عبدی یمینی  |
| زندونی عشق     | بازسازی آهنگ قدیمی | بازسازی آهنگ قدیمی | عبدی یمینی  |

- دریچه ۱۹۹۷

| ترانه         | ترانه سرا       | آهنگساز        | تنظیم کننده    |
| ------------- | --------------- | -------------- | -------------- |
| دریچه         | اردلان سرفراز   | حسن شماعی زاده | منوچهر چشم آذر |
| همه را می‌بخشم | پاکسیما زکی پور | منوچهر چشم آذر | منوچهر چشم آذر |
| جشن ستاره‌ها   | هما میرافشار    | حسن شماعی زاده | دیوید بتسامو   |
| آواره         | مسعود امینی     | عبدی یمینی     | عبدی یمینی     |
| آغوش تو       | یلدا            | مهرداد آسمانی  | دیوید بتسامو   |
| شاخه شکسته    | ایرج رزمجو      | عبدی یمینی     | عبدی یمینی     |

- قایق کاغذی ۱۹۹۸

| ترانه                   | ترانه سرا     | آهنگساز       | تنظیم کننده    |
| ----------------------- | ------------- | ------------- | -------------- |
| یاد تو                  | ناهید میربهاء | سیاوش قمیشی   | دیوید بتسامو   |
| چشم سیات                | امیرفرخ تجلی  | سیاوش قمیشی   | منوچهر چشم آذر |
| قایق کاغذی              | سوسن اکبرپور  | سیاوش قمیشی   | منوچهر چشم آذر |
| پرنده‌های بی‌وطن (نازنین) | امیرفرخ تجلی  | بابک بیات     | فرد میرزا      |
| عطر گل یخ               | رضا اشعاری    | فریبرز لاچینی | عبدی یمینی     |
| بهار اومد               | همایون اسدی   | همایون اسدی   | عبدی یمینی     |

- فقط به خاطر تو ۲۰۰۰

| ترانه          | ترانه سرا       | آهنگساز                | تنظیم کننده               |
| -------------- | --------------- | ---------------------- | ------------------------- |
| فقط به خاطر تو | پاکسیما زکی پور | منصور                  | دیوید بتسامو - فرهاد مرفه |
| عشق آتشی       | پاکسیما زکی پور | سیاوش قمیشی            | منوچهر چشم آذر            |
| چشمان سیاه     | جلیل زلاند      | جلیل زلاند             | فرهاد مرفه (برایان وی)    |
| وقتی نیستی     | پاکسیما زکی پور | منصور                  | فرهاد مرفه (برایان وی)    |
| انتظار         | شهیار قنبری     | فرهاد مرفه (برایان وی) | فرهاد مرفه (برایان وی)    |
| بنویس          | هما میرافشار    | فرد میرزا              | فرد میرزا                 |

- زندگی ۲۰۰۱

| ترانه                     | ترانه سرا       | آهنگساز               | تنظیم کننده    |
| ------------------------- | --------------- | --------------------- | -------------- |
| زندگی                     | پاکسیما زکی پور | برایان وی(فرهاد مرفه) | منصور          |
| یکی بود یکی نبود (ریمیکس) | پاکسیما زکی پور | فرد میرزا             | منصور          |
| دوست دارم                 | پاکسیما زکی پور | برایان وی(فرهاد مرفه) | منصور          |
| نازک نارنجی               | بابک روزبه      | منوچهر چشم آذر        | منوچهر چشم آذر |
| ببین                      | پاکسیما زکی پور | برایان وی(فرهاد مرفه) | منصور          |
| یکی بود یکی نبود          | پاکسیما زکی پور | فرد میرزا             | منصور          |
| خودی                      | شهیار قنبری     | فرد میرزا             | فرد میرزا      |
| یکی بود یکی نبود (موزیک)  |                 | فرد میرزا             | فرد میرزا      |

- دیوونه ۲۰۰۲

| ترانه                | ترانه سرا       | آهنگساز               | تنظیم کننده    |
| -------------------- | --------------- | --------------------- | -------------- |
| بزن بریم             | بابک روزبه      | برایان وی(فرهاد مرفه) | منصور          |
| دیوونه               | پاکسیما زکی پور | برایان وی(فرهاد مرفه) | منصور          |
| عزیز دلمی            | پاکسیما زکی پور | منوچهر چشم آذر        | منصور          |
| منو ببخش             | پاکسیما زکی پور | منوچهر چشم آذر        | منصور          |
| بداخلاق              | بابک روزبه      | منوچهر چشم آذر        | منوچهر چشم آذر |
| دلم فقط تو رو می‌خواد | پاکسیما زکی پور | فرد میرزا             | منصور          |
| قرارمون یادت نره     | بابک روزبه      | فرد میرزا             | منصور          |
| ترانه بی ترانه       | بابک صحرایی     | بابک بیات             | منوچهر چشم آذر |

- فراری ۲۰۰۵

| ترانه      | ترانه سرا    | آهنگساز                | تنظیم کننده    | میکس          |
| ---------- | ------------ | ---------------------- | -------------- | ------------- |
| فراری      | بابک روزبه   | منصور                  | التون فرخ آهی  | التون فرخ آهی |
| می‌خوامت    | بابک روزبه   | منصور                  | منوچهر چشم آذر | التون فرخ آهی |
| آزادی      | بابک روزبه   | منصور                  | فرد میرزا      | جف پترز       |
| آرزومه     | بابک روزبه   | منصور                  | منوچهر چشم آذر | التون فرخ آهی |
| دروغگو     | بابک صحرایی  | منصور و منوچهر چشم آذر | منوچهر چشم آذر | التون فرخ آهی |
| یادته      | هما میرافشار | فرد میرزا              | فرد میرزا      | جف پترز       |
| شیرین      | بابک روزبه   | منصور                  | منوچهر چشم آذر | التون فرخ آهی |
| مرا ببوس   | بابک روزبه   | منصور                  | التون فرخ آهی  | التون فرخ آهی |
| عیدی ندارم | بابک روزبه   | منصور                  | فرد میرزا      | جف پترز       |

- قشنگه ۲۰۰۶

| ترانه          | ترانه سرا  | آهنگساز | تنظیم کننده    |
| -------------- | ---------- | ------- | -------------- |
| دونه دونه      | بابک روزبه | منصور   | فرد میرزا      |
| قشنگه          | بابک روزبه | منصور   | فرد میرزا      |
| انگار نه انگار | بابک روزبه | منصور   | شوبرت آواکیان  |
| داد و بیداد    | بابک روزبه | منصور   | شوبرت آواکیان  |
| بازی           | بابک روزبه | منصور   | شوبرت آواکیان  |
| نمی تونی       | بابک روزبه | منصور   | شوبرت آواکیان  |
| با من          | بابک روزبه | منصور   | منوچهر چشم آذر |
| یه روزی        | بابک روزبه | منصور   | فرد میرزا      |
| دستمو بگیر     | بابک روزبه | منصور   | فرد میرزا      |

- جنجالی ۲۰۰۹

| ترانه                   | ترانه سرا       | آهنگساز       | تنظیم کننده    |
| ----------------------- | --------------- | ------------- | -------------- |
| جنجالی                  | بابک روزبه      | منصور         | منوچهر چشم آذر |
| مجنونم                  | بابک روزبه      | منصور         | وانو           |
| ماهی جون                | اشکان رحیمی     | منصور         | وانو           |
| مبارکه                  | بابک روزبه      | منصور         | منوچهر چشم آذر |
| ندیدی تو خوابم          | بابک روزبه      | شوبرت آواکیان | شوبرت آواکیان  |
| دنیا همینجوری نمی‌مونه   | پاکسیما زکی پور | منصور         | وانو           |
| به صدای قلب من گوش بده  | پاکسیما زکی پور | منصور         | فرد میرزا      |
| بی خوابی                | بابک روزبه      | منصور         | اروین خاچیکیان |
| مواظب خودت باش          | بابک روزبه      | منصور         | فرد میرزا      |
| دویدمو دویدم (موج گران) | مسعود فردمنش    | منصور         | وانو           |

- کنسرت لس آنجلس ۲۰۱۰

| ترانه                                     | ترانه سرا       | آهنگساز                | تنظیم کننده               |
| ----------------------------------------- | --------------- | ---------------------- | ------------------------- |
| وقتی نیستی                                | پاکسیما زکی پور | منصور                  | برایان وی(فرهاد مرفه)     |
| داد و بیداد                               | بابک روزبه      | منصور                  | اروین خاچیکیان            |
| مجنونم                                    | بابک روزبه      | منصور                  | وانو                      |
| زندگی                                     | پاکسیما زکی پور | برایان وی              | منصور                     |
| یکی بود یکی نبود                          | پاکسیما زکی پور | فرد میرزا              | منصور                     |
| نازک نارنجی                               | بابک روزبه      | منوچهر چشم آذر         | منوچهر چشم آذر            |
| فقط به خاطر تو                            | پاکسیما زکی پور | منصور                  | دیوید بتسامو - فرهاد مرفه |
| چشمان سیاه                                | جلیل زلاند      | جلیل زلاند             | برایان وی(فرهاد مرفه)     |
| دنیا همینجوری نمی مونه                    | پاکسیما زکی پور | منصور                  | وانو                      |
| عشق آتشی                                  | پاکسیما زکی پور | سیاوش قمیشی            | منوچهر چشم آذر            |
| دوست دارم                                 | حسن شماعی زاده  | حسن شماعی زاده         | منوچهر چشم آذر            |
| مواظب خودت باش                            | بابک روزبه      | منصور                  | فرد میرزا                 |
| آرزومه                                    | بابک روزبه      | منصور                  | منوچهر چشم آذر            |
| قرارمون یادت نره                          | بابک روزبه      | فرد میرزا              | منصور                     |
| جنجالی                                    | بابک روزبه      | منصور                  | منوچهر چشم آذر            |
| آزادی                                     | بابک روزبه      | منصور                  | فرد میرزا                 |
| دوست دارم2 و ببین                         | پاکسیما زکی پور | برایان وی              | منصور                     |
| انگار نه انگار                            | بابک روزبه      | منصور                  | شوبرت آواکیان             |
| شیرین                                     | بابک روزبه      | منصور                  | منوچهر چشم آذر            |
| دونه دونه                                 | بابک روزبه      | منصور                  | فرد میرزا                 |
| دلم فقط تو رو می خواد                     | پاکسیما زکی پور | فرد میرزا              | منصور                     |
| بی خوابی                                  | بابک روزبه      | منصور                  | اروین خاچیکیان            |
| ندیدی تو خوابم                            | بابک روزبه      | شوبرت آواکیان          | شوبرت آواکیان             |
| Elkez Chem Sirum+Tear of Happiness Medley |                 |                        |                           |
| دروغگو                                    | بابک صحرایی     | منصور و منوچهر چشم آذر | منوچهر چشم آذر            |
| بداخلاق                                   | بابک روزبه      | منوچهر چشم آذر         | منوچهر چشم آذر            |
| می خوامت                                  | بابک روزبه      | منصور                  | منوچهر چشم آذر            |
| منو ببخش                                  | پاکسیما زکی پور | منوچهر چشم آذر         | منصور                     |
| ندای عشق                                  | بابک روزبه      | منصور                  |                           |
| دستمو بگیر                                | بابک روزبه      | منصور                  | فرد میرزا                 |
| چشم سیات                                  | امیرفرخ تجلی    | سیاوش قمیشی            | منوچهر چشم آذر            |
| عزیز دلمی                                 | پاکسیما زکی پور | منوچهر چشم آذر         | منصور                     |
| بزن بریم                                  | بابک روزبه      | برایان وی(فرهاد مرفه)  | منصور                     |
| دیوونه                                    | پاکسیما زکی پور | برایان وی(فرهاد مرفه)  | منصور                     |

- نامحدود ۲۰۱۳

| ترانه                      | ترانه سرا           | آهنگساز               | تنظیم کننده    |
| -------------------------- | ------------------- | --------------------- | -------------- |
| تو نفس من                  | شقایق شمس الدین     | پیام شمس              | پیام شمس       |
| باورت بشه                  | پاکسیما زکی پور     | منصور و شوبرت آواکیان | شوبرت آواکیان  |
| گل جانا                    | Riffat Sultana      | بازسازی هندی          | پوریا نیکان    |
| من تو رو خوب می‌شناسم       | بابک روزبه          | منصور                 | پوریا نیکان    |
| نموندی ببینی               | بابک روزبه          | منصور                 | فرد میرزا      |
| دلم خوشه                   | حمیدرضا صمدی        | بابک زرین             | منوچهر چشم آذر |
| مادرمی                     | بابک روزبه          | منصور                 | پوریا نیکان    |
| کلافه                      | بابک روزبه          | منصور                 | فرد میرزا      |
| می خوام باهات برقصم        | پاکسیما زکی پور     | منصور                 | پوریا نیکان    |
| من باهات جورم              | عرفان سلیمی         | پوریا نیکان           | پوریا نیکان    |
| عشق نمی خوابه              | پاکسیما زکی پور     | منصور                 | فرد میرزا      |
| زندگی چیست                 | بازسازی اهنگ افغانی | بازسازی اهنگ افغانی   | پوریا نیکان    |
| بشکن (ریمیکس)              | بابک روزبه          | منصور                 | منوچهر چشم آذر |
| بری باخ                    | ترانه آذری          | ترانه آذری            | پوریا نیکان    |
| آیریلیق                    | ترانه آذری          | ترانه آذری            | پوریا نیکان    |
| ناز مکن (با همخوانی جمشید) | ترانه کردی          | جمشید                 | پوریا نیکان    |

- رادیکال ۲۰۱۷

| ترانه                    | ترانه سرا       | آهنگساز         | تنظیم کننده    |
| ------------------------ | --------------- | --------------- | -------------- |
| آی عشقم                  | امیر شیرازی     | آرمین مکری      | پوریا نیکان    |
| رادیکال تنهایی           | سعید معظمانی    | مرتضی لطفی      | مهدی خیرخواهی  |
| ولش کن                   | معصومه رضایی    | امیرعباس لطیفی  | امیرعباس لطیفی |
| نگفتی برنمی گردم (سرزنش) | پاکسیما زکی پور | منصور           | فرد میرزا      |
| داری داری                | سعید معظمانی    | منصور           | پوریا نیکان    |
| تنها نمیزاری منو         | بابک روزبه      | شاهین خسروآبادی | فرد میرزا      |
| خوشبختی                  | کورش سمیعی      | فرید زلاند      | راشا تقی پور   |
| ممنون                    | علی اسلامی فرد  | حامد حنیفی      | فرد میرزا      |
| یادآور                   | مریم اسدی       | سعید هاشمی      | فرد میرزا      |
| عاشقتم                   | پوریا متابعان   | حسین سالار مقدم | پیام شمس       |
| دلشوره ها                | مریم اسدی       | سعید هاشمی      | فرد میرزا      |

- انسان نو ۲۰۱۹

| ترانه        | ترانه سرا               | آهنگساز            | تنظیم کننده    |
| ------------ | ----------------------- | ------------------ | -------------- |
| لب سرخ       | شهیار قنبری             | مهدی انصاری پور    | پیام شمس       |
| رقص پیاده رو | شهیار قنبری             | محمد عابدینی       | حسین غمگین     |
| سپید برفی    | شهیار قنبری             | فرید زلاند         | آرمین یوسفی    |
| درد          | شهیار قنبری             | محمد جواد سام نژاد | پیام شمس       |
| انسان نو     | شهیار قنبری             | حامد حنیفی         | امیر مهراد     |
| فرصت طلایی   | مینا جلالی              | منوچهر چشم آذر     | منوچهر چشم آذر |
| چت           | شهیار قنبری             | حسین تیموری        | حسین تیموری    |
| گیسو در باد  | شهیار قنبری             | فرید زلاند         | امیر جباریان   |
| تاریخ ایران  | حامد رجبی و مسعود محمدی | مدوید لطیفی        | منوچهر چشم آذر |

- بهترین های منصور - آکوستیک (اجرای زنده تلویزیون تپش)

| ترانه            | ترانه سرا | آهنگساز |
| ---------------- | --------- | ------- |
| سایه بون         |           |         |
| قرارمون یادت نره |           |         |
| منو ببخش         |           |         |
| نازنین           |           |         |
| دوست دارم        |           |         |
| قایق کاغذی       |           |         |
| عزیز دلمی        |           |         |
| فقط به خاطر تو   |           |         |
| دیوونه           |           |         |

- بهترین های منصور - اجرای زنده ۱

| ترانه                       | ترانه سرا | آهنگساز |
| --------------------------- | --------- | ------- |
| سایه بون (Dance Version)    |           |         |
| قرارمون یادت نره (Acoustic) |           |         |
| منو ببخش (Acoustic)         |           |         |
| نازنین (Acoustic)           |           |         |
| فقط به خاطر تو (Acoustic)   |           |         |
| قایق کاغذی (Piano Version)  |           |         |
| عزیز دلمی (Reggae Version)  |           |         |
| دیوونه (Unplugged Version)  |           |         |

- بهترین های منصور - اجرای زنده ۲

| ترانه      | ترانه سرا | آهنگساز |
| ---------- | --------- | ------- |
| چشمان سیاه |           |         |
| بنویس      |           |         |
| زندگی چیست |           |         |
| دونه دونه  |           |         |

- بهترین های منصور - اجرای زنده ۳

| ترانه      | ترانه سرا | آهنگساز |
| ---------- | --------- | ------- |
| سکوت شکسته |           |         |
| عطر گل یخ  |           |         |
| دوباره ها  |           |         |
| عزیز دلمی  |           |         |

- میراث ۲۰۲۳

| ترانه             | ترانه سرا               | آهنگساز               | تنظیم کننده    | میکس           |
| ----------------- | ----------------------- | --------------------- | -------------- | -------------- |
| زخم کاری          | امید اسفندیاری          | حسین تیموری           | حسین تیموری    | حکیم راچک      |
| اولین و آخرم      | بابک روزبه              | منصور                 | امیر مهراد     | حکیم راچک      |
| بارون دوست ندارم  | جواد مهدوی              | مهران فهیمی           | هادی کولیوند   | حکیم راچک      |
| کوتاه نمیام       | کیانا ناطقی             | حسین تیموری           | پوریا حیدری    | پوریا حیدری    |
| چقدر بهت گفتم     | امیر شیرازی             | اشکان خشائی           | شوبرت آواکیان  | شوبرت آواکیان  |
| تصمیم             | بابک صحرایی             | امیر مهراد            | هادی کولیوند   | حکیم راچک      |
| لباس آبی          | شهاب شهرزاد             | مرتضی لطفی            | امیر مهراد     | حکیم راچک      |
| مهربون تر باش     | بابک روزبه              | منصور و شوبرت آواکیان | شوبرت آواکیان  | شوبرت آواکیان  |
| هوای من، هوای تو  | آیلار فلاح              | امیر مهراد            | امیر مهراد     | حکیم راچک      |
| خیلی سخته         | تورج جهانگیری           | تورج جهانگیری         | شوبرت آواکیان  | شوبرت آواکیان  |
| تازه کجاشو دیدی   | صابر قدیمی              | شوبرت آواکیان         | شوبرت آواکیان  | شوبرت آواکیان  |
| میراث             | بابک صحرایی             | شنتیا                 | هادی کولیوند   | میلاد فرهودی   |
| حکم               | بهنام حسینی             | مرتضی لطفی            | امیر مهراد     | حکیم راچک      |
| صبح آزادی         | آرتا آریا               | مو راد                | اروین خاچیکیان | اروین خاچیکیان |
| پدر               | افشین مقدم              | وحید پویان            | میلاد هاشمی    | میلاد هاشمی    |
| چند نفر به یه نفر | آ. م.                   | عرفان پو              | آ. م.          | حکیم راچک      |
| لالایی            | بابک صحرایی             | شنتیا                 | پوریا حیدری    |                |
| ما قهرمانیم       | پاکسیما زکی پور و ر. ر. | منصور                 | رافی شهبازیان  | حکیم راچک      |

- ریمیکس ۲۰۲۴

| ترانه                            | ترانه سرا       | آهنگساز       | ریمیکس         |
| -------------------------------- | --------------- | ------------- | -------------- |
| اولین و آخرم                     | بابک روزبه      | منصور         | دی جی فارنهایت |
| بزن بریم                         | بابک روزبه      | منصور         | دی جی فارنهایت |
| میراث                            | بابک صحرایی     | شنتیا         | دی جی فارنهایت |
| بالا زر خانم و بری باخ           | ترانه آذری      | ترانه آذری    | شوبرت آواکیان  |
| قرارمون یادت نره                 | بابک روزبه      | منصور         | حکیم راچک      |
| نازنین                           | اکبر آزاد       | بابک بیات     | دی جی داریو    |
| زخم کاری                         | امید اصفهانی    | حسین تیموری   | در جی فارنهایت |
| عزیز دلمی                        | پاکسیما زکی پور | منصور         | در جی فارنهایت |
| فقط به خاطر تو                   | پاکسیما زکی پور | منصور         | حکیم راچک      |
| استامینوفن (با همخوانی صادق خان) | صادق خان        | صادق خان      | حسین تیموری    |
| حالا حالاها                      | پاکسیما زکی پور | کامرون کارتیو | کامرون کارتیو  |

### آلبوم‌ها
- فرفره‌های بی باد (۱۹۹۴)
- تصویر آخر (۱۹۹۶)
- کنسرت (۱۹۹۶)
- دریچه (۱۹۹۷)
- قایق کاغذی (۱۹۹۸)
- فقط به خاطر تو (۲۰۰۰)
- زندگی (۲۰۰۱)
- دیوونه (۲۰۰۲)
- فراری (۲۰۰۵)
- قشنگه (۲۰۰۶)
- جنجالی (۲۰۰۹)
- کنسرت لس آنجلس - کلاب نوکیا (۲۰۱۰)
- نامحدود (۲۰۱۳)
- رادیکال (۲۰۱۷)
- انسان نو (۲۰۱۹)
- بهترین های منصور - آکوستیک (۲۰۲۲)
- بهترین های منصور - اجرای زنده ۱ (۲۰۲۳)
- بهترین های منصور - اجرای زنده ۲ (۲۰۲۳)
- بهترین های منصور - اجرای زنده ۳ (۲۰۲۳)
- میراث (۲۰۲۳)
- ریمیکس (۲۰۲۴)
- 2X (۲۰۲۴)
- 4X (۲۰۲۵)
- 5X (۲۰۲۵)

### تک‌آهنگ‌ها
| ترانه                        | ترانه سرا                      | آهنگساز           | تنظیم کننده    | تاریخ انتشار     |
| ---------------------------- | ------------------------------ | ----------------- | -------------- | ---------------- |
| ندای عشق                     | بابک روزبه                     | منصور             |                | ۱۴ تیر ۱۳۸۸      |
| بشکن                         | بابک روزبه                     | منصور             | منوچهر چشم آذر | ۱۰ شهریور ۱۳۹۰   |
| فوتبال (جام جهانی 2014)      | بابک روزبه                     | بازسازی خالد      | پوریا نیکان    | ۲۷ اردیبهشت ۱۳۹۳ |
| شب اغتشاش                    | مجید صالحی                     | مرتضی لطفی        | مهدی خیرخواهی  | ۱۴ مهر ۱۳۹۳      |
| بدون تو                      | بابک روزبه                     | منصور و حکیم راچک | حکیم راچک      | ۸ آذر ۱۳۹۳       |
| فرض محال                     | پاکسیما زکی پور                | حکیم راچک         | حکیم راچک      | ۱۱ دی ۱۳۹۳       |
| آهای دیوونه                  | ترانه                          | اشکان             | پیام شمس       | ۱۳ بهمن ۱۳۹۳     |
| باور نمی کردم                | بابک روزبه                     | شاهین خسروآبادی   | پوریا نیکان    | ۱ اردیبهشت ۱۳۹۴  |
| دیگه رفته                    | روزبه بمانی                    | منصور             | پوریا نیکان    | ۲۹ مرداد ۱۳۹۴    |
| شرافت (غلاف کن اعتمادتو)     | پدیده نیشابوری                 | پیمان ایزدی       | رضا طاهری      | ۲۷ آذر ۱۳۹۴      |
| باور نمی کردم (Slow Version) | بابک روزبه                     | شاهین خسروآبادی   | پوریا نیکان    | ۲۷ دی ۱۳۹۴       |
| جنون                         | پاکسیما زکی پور و محسن حق نظری | محمد عابدینی      | پوریا نیکان    | ۱۳ اسفند ۱۳۹۴    |
| مگه نه                       | عاطفه اب برین                  | منصور             | پیام شمس       | ۱۱ فروردین ۱۳۹۵  |

### DVD
| نام اثر                            | محتوا                                                      | سال انتشار |
| ---------------------------------- | ---------------------------------------------------------- | ---------- |
| Only For You                       | موزیک ویدیو های آلبوم فقط به خاطر تو                       | ۲۰۰۰       |
| Life ... On The Road               | موزیک ویدیو های آلبوم زندگی                                | ۲۰۰۱       |
| Farari                             | موزیک ویدیو های آلبوم دیوونه و چند موزیک ویدیو آلبوم فراری | ۲۰۰۵       |
| Mansour Live in Concert Club Nokia | ویدیو کنسرت لس آنجلس                                       | ۲۰۱۰       |

## فیلم‌شناسی

پوستر فیلم آمریکای زیبا (۲۰۰۱)

منصور در سال ۱۹۹۹ در فیلمی به نام آمریکای زیبا (America So Beautiful) به کارگردانی بابک شکریان ایفای نقش کرد. او در این فیلم با هوشنگ توزیع و دیوید (فریبرز) داوودیان، هم بازی شد.
این فیلم داستان مهاجرت تعدادی ایرانی به آمریکا و شهر لس آنجلس در سال ۱۹۷۹ و در زمانی است که ماجرای گروگان‌گیری در سفارت آمریکا در ایران اتفاق می‌افتد. این ایرانیان هر کدام برای تحقق بخشیدن به آرزوهایشان در آمریکا تلاش می‌کنند. هوشنگ (منصور) در آرزوی افتتاح یک دیسکو است و می‌خواهد از خواربار فروشی عمویش که در آن اشتغال دارد فرار کند. او سعی می‌کند خانوادۀ خود را درگیر این ماجرا کند…
این فیلم در جشنواره‌های فیلم لس آنجلس (۲۰۰۱)، آستین (۲۰۰۱)، برلین (۲۰۰۲)، مراکش (۲۰۰۲) شرکت کرد و نامزد ستارهٔ طلایی جشنوارهٔ فیلم مراکش شد. پس از آن در سال ۲۰۰۳ در کشور فرانسه اکران شد و در نهایت در آمریکا و اروپا به نمایش عمومی در آمد.